# Корбино, Жан-Батист Жювеналь
Жан-Батист Жювеналь Корбино (фр. Jean-Baptiste Juvénal Corbineau; 1776—1848) — французский военный деятель, дивизионный генерал (1813 год), барон (1808 год), участник революционных и наполеоновских войн. Имя генерала выбито на Триумфальной арке в Париже.

## Биография
Родился в семье генерального инспектора конных заводов в Туре Жан-Шарля Корбино (фр. Jean Charles Corbineau; 1737—1800) и его супруги Марии Варле (фр. Marie Louise Madeleine Varlet; 1749—1789). 3 октября 1792 года в возрасте 16 лет поступил на военную службу в 18-й кавалерийский полк. Сражался в рядах Северной армии. 1 марта 1795 года Корбино был переведён в 5-й гусарский полк. В 1801 году зачислен лейтенантом в штаб 5-го конно-егерского полка, которым командовал его старший брат Констан. 2 февраля 1804 года произведён в командиры эскадрона Ганноверского легиона. 16 мая 1806 года произведён в майоры с переводом в 10-й гусарский полк.
Принимал участие в кампании 1806—1807 годов в Восточной Пруссии. 7 января 1807 года получил звание полковника, и назначен командиром 20-го драгунского полка, с которым отличился при Эйлау, Гейльсберге и Фридланде. Осенью 1808 года переведён на Пиренейский театр; в Испании он отличился при взятии Бургоса и в сражении при Оканье.
20 ноября 1809 года возглавил 2-ю драгунскую бригаду, отличился в сражении при Алкале. 6 августа 1811 года получил звание бригадного генерала, затем был назначен губернатором Гранады.
Быстро подвигаясь по службе, Корбино в начале 1812 года уже командовал 6-й кавалерийской бригадой в корпусе Сен-Сира, а во время похода в Россию — всей лёгкой конницей корпуса Удино.
В сражении при Полоцке Корбино был отправлен со своей кавалерией для задержания русских войск на переправе при Ушице, но был отрезан от армии казаками. Несмотря на крайне тяжёлое положение, он с отличной смелостью и искусством прошёл через 3-ю русскую армию адмирала Чичагова и присоединился к своим.
Посланный на разведку переправы через реку Березину, он указал Наполеону на деревню Студёнку, как на пункт, наиболее удобный для этой операции. Спасение французской армии при Березине во многом приписывается этой своевременной и удачной разведке Корбино. В награду за эту столь важную услугу Наполеон назначил его генерал-адъютантом. В этом звании он участвовал в кампании 1813 года. В мае этого года Корбино принял в командование кавалерийскую дивизию в корпусе Виктора и на второй день сражения при Дрездене (15 августа) на правом фланге французской армии содействовал общему успеху над союзниками.
На второй день сражения при Кульме (18 августа), когда Вандам, окружённый союзниками с трёх сторон, решил пробиться на соединение с Наполеоном, Корбино был поставлен во главе кавалерийской колонны, направленной против прусского корпуса Клейста. Кавалерия Корбино ураганом налетела на Клейста, врубилась в прусское каре и открыла себе дорогу. Пылкий Корбино сам принимал участие в рукопашной схватке, сломал саблю и пробивался уже с прусской саблей в руке. Несмотря на тяжёлую рану, он первый привёз Наполеону известие о полном поражении Вандама. За спасение французской кавалерии он был произведён в дивизионные генералы.
Вслед за тем Корбино участвовал в бою при Монмирале, со своей кавалерией отбил у русских Реймс и в течение семи дней оборонял его против отряда графа Сен-При, заслужив тем самым командорский крест ордена Почётного легиона.
После реставрации Бурбонов Людовик XVIII оказал Корбино своё благоволение, но при появлении с острова Эльбы Наполеона старый кавалерист вновь перешёл на сторону императора и защищал против союзников Лион. Затем в качестве адъютанта Наполеона он находился в генеральном сражении при Ватерлоо.
После окончательного падения Наполеона, до 1830 года Корбино оставался без всякой должности, причём ему было запрещено носить военную форму. После переворота 1830 года Корбино до 1846 года командовал 16-й дивизией; 3 мая 1838 года получил титул пэра Франции.
Корбино умер 18 декабря 1848 года в Париже. Впоследствии его имя было выбито на Триумфальной арке, а в Версале установлен его бюст.
Его брат, Клод Корбино также был адъютантом Наполеона, он был убит пушечным ядром в сражении при Прейсиш-Эйлау.

## Воинские звания
- Младший лейтенант (13 октября 1792 года);
- Капитан штаба (22 октября 1793 года);
- Командир эскадрона (2 февраля 1804 года);
- Майор (16 мая 1806 года);
- Полковник (7 января 1807 года);
- Бригадный генерал (6 августа 1811 года);
- Дивизионный генерал (23 мая 1813 года).

## Титулы

Герб барона

- Барон Корбино и Империи (фр. baron Corbineau et de l'Empire; декрет от 19 марта 1808 года, патент подтверждён 10 сентября 1808 года в Сен-Клу)[2][3].

## Награды
Легионер ордена Почётного легиона (18 декабря 1803 года)
 Коммандан ордена Почётного легиона (11 декабря 1808 года)
 Великий офицер ордена Почётного легиона (23 марта 1814 года)
 Кавалер военного ордена Святого Людовика (19 июля 1814 года)
 Большой крест ордена Почётного легион (1 мая 1838 года)